# Impasse des Bourdonnais
Impasse des Bourdonnais är en återvändsgata i Quartier des Halles i Paris första arrondissement. Gatunamnets ursprung är oklart. Impasse des Bourdonnais börjar vid Rue des Bourdonnais 37.

## Bilder
| - Gatuskylt. - Impasse des Bourdonnais. Fotografi från 1800-talet. - Impasse des Bourdonnais. |

## Omgivningar
- Saint-Germain-l'Auxerrois
- Rue Saint-Germain-l'Auxerrois
- Sainte-Chapelle
- Louvren
- Tuilerierna
- Rue des Deux-Boules
- Rue des Lavandières-Sainte-Opportune
- Rue Bertin-Poirée
- Quai des Orfèvres
- Quai de la Mégisserie
- Rue des Bourdonnais

## Kommunikationer
- Tunnelbana – linje  – Les Halles
- Tunnelbana – linjerna      – Châtelet
- Busshållplats Rivoli – Pont-Neuf – Paris bussnät

### Webbkällor
- ”Impasse des Bourdonnais”. Mairie de Paris. https://web.archive.org/web/20160303170259/http://www.v2asp.paris.fr/commun/v2asp/v2/nomenclature_voies/Voieactu/1200.nom.htm. Läst 24 mars 2023.
- ”Impasse des Bourdonnais (1er arrondissement)”. Les rues de Paris. https://web.archive.org/web/20191225232656/http://www.parisrues.com/rues01/paris-01-impasse-des-bourdonnais.html. Läst 24 mars 2023.